# Bofinger-Stuhl

Bofinger-Stuhl in Rot

Der Bofinger-Stuhl, auch als BA 1171 bezeichnet, wurde von dem Architekten und Designer Helmut Bätzner im Jahre 1964 entworfen und in enger Zusammenarbeit mit der im baden-württembergischen Ilsfeld ansässigen Firma Bofinger unter Leitung von Rudolf Baresel-Bofinger zum ersten in einem Pressgang in Serie gefertigten Kunststoffstuhl der Welt weiterentwickelt.
Als Material wurde bei der Herstellung durchgefärbtes, glasfaserverstärktes Polyesterharz verwendet. In einer langen Versuchsreihe wurde die charakteristische Formgebung des Stuhles im Hinblick auf Sitzform, größtmögliche Stabilität bei geringstmöglicher Materialstärke, erforderliche Elastizität, Stapelbarkeit und industrielle Serienfertigung gefunden. Der Pressvorgang in der zweischaligen beheizten Stahlpressform dauerte unter fünf Minuten und erforderte nur eine minimale manuelle Nachbearbeitung der Kanten.
1966 erregte der Bofinger-Stuhl auf der Kölner Möbelmesse die Aufmerksamkeit der Öffentlichkeit und erhielt noch im selben Jahr den Rosenthal-Studio-Preis in Anwesenheit von Bundeskanzler Ludwig Erhard, Philip Rosenthal und Bauhausgründer Walter Gropius. Der Bofinger-Stuhl wurde zur zeitgenössischen Design-Ikone und erschien in zahlreichen Veröffentlichungen. 1971 setzten sich anlässlich eines Happenings zwölf namhafte Künstler, darunter Joseph Beuys, Sigmar Polke, Günther Uecker, Wolf Vostell und Stefan Wewerka, mit dem Bofinger-Stuhl auseinander. Museen, wie das Victoria & Albert Museum in London, das Centre Pompidou in Paris und das Vitra Design Museum in Weil am Rhein, nahmen den Bofinger-Stuhl in ihre Sammlung auf. Der Bofinger-Stuhl gilt als einer der bedeutendsten Klassiker des modernen Möbeldesigns.